# Clasificación para la Copa Desafío de la AFC 2014
La Clasificación para la Copa Desafío de la AFC 2014 tuvo lugar entre el 2 de marzo y el 26 de abril de 2013 con 19 equipos participantes.
En este torneo participaron las selecciones asiáticas con más bajo rendimiento según el Ranking FIFA. Además, la Confederación Asiática de Fútbol aprobó la participación de las Islas Marianas del Norte, miembro de la AFC, pero no de la FIFA.
En la fase de grupos los 19 equipos totales fueron distribuidos en cinco grupos de cuatro equipos cada uno, donde se enfrentaron bajo el sistema de todos contra todos a un solo partido. Al término de las tres jornadas los ganadores de cada grupo y el mejor segundo se clasificaron a la Copa Desafío de la AFC 2014 junto a Maldivas.

## Participantes
| Llave 1 ( Anfitriones )                                                                                           | Llave 2 | Llave 3 | Llave 4 |
| --- | --- | --- | --- |
| Kirguistán (200; 20 pts) Laos (179; 80 pts) Birmania (156; 149 pts) Nepal (169; 116 pts) Filipinas (143; 184 pts) | Turkmenistán (129; 254 pts) Palestina (149; 168 pts) Tayikistán (137; 225 pts) India (169; 116 pts) Afganistán (167; 121 pts) | Pakistán (180; 72 pts) Bangladés (171; 114 pts) Sri Lanka (182; 68 pts) China Taipéi (176; 90 pts) Camboya (191; 49 pts) | Macao (199; 22 pts) Mongolia (186; 55 pts) Brunéi (187; 52 pts) Guam (181; 71 pts) Islas Marianas del Norte (Sin clasificación; N/A pt) |

No participaron
- Corea del Norte
- Timor Oriental
- Brunéi

## Grupo A
| Pos. | Equipo       | Pts. | PJ | G | E | P | GF | GC | Dif. | Clasificación |
| ---- | ------------ | ---- | -- | - | - | - | -- | -- | ---- | ------------- |
| 1    | Birmania (H) | 7    | 3  | 2 | 1 | 0 | 7  | 1  | +6   | Clasificado   |
| 2    | India        | 6    | 3  | 2 | 0 | 1 | 6  | 2  | +4   |               |
| 3    | Guam         | 3    | 3  | 1 | 0 | 2 | 3  | 9  | −6   |               |
| 4    | China Taipéi | 1    | 3  | 0 | 1 | 2 | 2  | 6  | −4   |               |

 Fuente: RSSSF
| 2-3-2013 | India                | 2–1     | China Taipéi    | Thuwunna Stadium, Rangún                                   |                                                            |
|          | Raja 40' · Singh 90' | Reporte | Lee Tai-Lin 54' | Asistencia: 1000 espectadores Árbitro(s): Fahad Al-Mirdasi | Asistencia: 1000 espectadores Árbitro(s): Fahad Al-Mirdasi |

| 2-3-2013 | Birmania                                                                                      | 5–0     | Guam | Thuwunna Stadium, Yangon                                    |                                                             |
|          | Soe Min Oo 26' · Kyi Lin 40' (pen.) · Pyae Phyo Aung 45+2' · Pai Soe 50' · Kyaw Zayar Win 80' | Reporte |      | Asistencia: 3000 espectadores Árbitro(s): Mohammad Abu Loum | Asistencia: 3000 espectadores Árbitro(s): Mohammad Abu Loum |

| 4-3-2013 | Guam | 0–4     | India                                      | Thuwunna Stadium, Rangún                                 |                                                          |
|          |      | Reporte | Chhetri 49' 90+1' · Miranda 68' · Raja 79' | Asistencia: 400 espectadores Árbitro(s): Khurram Shahzad | Asistencia: 400 espectadores Árbitro(s): Khurram Shahzad |

| 4-3-2013 | China Taipéi              | 1–1     | Birmania          | Thuwunna Stadium, Rangún                               |                                                        |
|          | Lee Meng-Chian 80' (pen.) | Reporte | Soe Kyaw Kyaw 18' | Asistencia: 3000 espectadores Árbitro(s): Ko Hyung-Jin | Asistencia: 3000 espectadores Árbitro(s): Ko Hyung-Jin |

| 6-3-2013 | China Taipéi | 0–3     | Guam                           | Thuwunna Stadium, Rangún                                  |                                                           |
|          |              | Reporte | Cunliffe 15' 78' · Mariano 54' | Asistencia: 700 espectadores Árbitro(s): Fahad Al-Mirdasi | Asistencia: 700 espectadores Árbitro(s): Fahad Al-Mirdasi |

| 6-3-2013 | Birmania       | 1–0     | India | Thuwunna Stadium, Rangún                                    |                                                             |
|          | Soe Min Oo 75' | Reporte |       | Asistencia: 6000 espectadores Árbitro(s): Mohammad Abu Loum | Asistencia: 6000 espectadores Árbitro(s): Mohammad Abu Loum |

## Grupo B
| Pos. | Equipo         | Pts. | PJ | G | E | P | GF | GC | Dif. | Clasificación |
| ---- | -------------- | ---- | -- | - | - | - | -- | -- | ---- | ------------- |
| 1    | Kirguistán (H) | 9    | 3  | 3 | 0 | 0 | 3  | 0  | +3   | Clasificado   |
| 2    | Tayikistán     | 6    | 3  | 2 | 0 | 1 | 4  | 1  | +3   |               |
| 3    | Pakistán       | 3    | 3  | 1 | 0 | 2 | 2  | 2  | 0    |               |
| 4    | Macao          | 0    | 3  | 0 | 0 | 3 | 0  | 6  | −6   |               |

 Fuente: RSSSF
| 17-3-2013 | Tayikistán    | 1–0     | Pakistán | Spartak Stadium, Biskek                                    |                                                            |
|           | Makhmudov 89' | Reporte |          | Asistencia: 400 espectadores Árbitro(s): Masoud Tufayelieh | Asistencia: 400 espectadores Árbitro(s): Masoud Tufayelieh |

| 17-3-2013 | Kirguistán   | 1–0     | Macao | Spartak Stadium, Biskek                                            |                                                                    |
|           | Tetteh 45+1' | Reporte |       | Asistencia: 6000 espectadores Árbitro(s): Ali Sabah Adday Al-Qaysi | Asistencia: 6000 espectadores Árbitro(s): Ali Sabah Adday Al-Qaysi |

| 19-3-2013 | Macao | 0–3     | Tayikistán                        | Spartak Stadium, Biskek                                    |                                                            |
|           |       | Reporte | Ismailov 56' 90+2' · Ergashev 82' | Asistencia: 800 espectadores Árbitro(s): Jameel Abdulhusin | Asistencia: 800 espectadores Árbitro(s): Jameel Abdulhusin |

| 19-3-2013 | Pakistán | 0–1     | Kirguistán | Spartak Stadium, Biskek                                      |                                                              |
|           |          | Reporte | Tetteh 1'  | Asistencia: 12 000 espectadores Árbitro(s): Ammar Al-Jeneibi | Asistencia: 12 000 espectadores Árbitro(s): Ammar Al-Jeneibi |

| 21-3-2013 | Pakistán                            | 2–0     | Macao | Spartak Stadium, Biskek,                                   |                                                            |
|           | Bashir 44' (pen.) · Kalim Ullah 70' | Reporte |       | Asistencia: 800 espectadores Árbitro(s): Jameel Abdulhusin | Asistencia: 800 espectadores Árbitro(s): Jameel Abdulhusin |

| 21-3-2013 | Kirguistán | 1–0     | Tayikistán | Spartak Stadium, Biskek                                       |                                                               |
|           | Tetteh 41' | Reporte |            | Asistencia: 15 500 espectadores Árbitro(s): Masoud Tufayelieh | Asistencia: 15 500 espectadores Árbitro(s): Masoud Tufayelieh |

## Grupo C
| Pos. | Equipo     | Pts. | PJ | G | E | P | GF | GC | Dif. | Clasificación |
| ---- | ---------- | ---- | -- | - | - | - | -- | -- | ---- | ------------- |
| 1    | Afganistán | 7    | 3  | 2 | 1 | 0 | 3  | 1  | +2   | Clasificado   |
| 2    | Laos (H)   | 5    | 3  | 1 | 2 | 0 | 6  | 4  | +2   | Clasificado   |
| 3    | Sri Lanka  | 3    | 3  | 1 | 0 | 2 | 5  | 5  | 0    |               |
| 4    | Mongolia   | 1    | 3  | 0 | 1 | 2 | 1  | 5  | −4   |               |

 Fuente: RSSSF
| 2-3-2013 | Afganistán | 1–0     | Sri Lanka | New Laos National Stadium, Vientiane                                        |                                                                             |
|          | Arezou 45' | Reporte |           | Asistencia: 200 espectadores Árbitro(s): Muhammad Taqi Aljaafari Bin Jahari | Asistencia: 200 espectadores Árbitro(s): Muhammad Taqi Aljaafari Bin Jahari |

| 2-3-2013 | Laos             | 1–1     | Mongolia          | New Laos National Stadium, Vientiane                 |                                                      |
|          | Sayyabounsou 33' | Reporte | Tumenjargal 45+2' | Asistencia: 1200 espectadores Árbitro(s): Ali Shaban | Asistencia: 1200 espectadores Árbitro(s): Ali Shaban |

| 4-3-2013 | Mongolia | 0–1     | Afganistán | New Laos National Stadium, Vientián                   |                                                       |
|          |          | Reporte | Arezou 59' | Asistencia: 500 espectadores Árbitro(s): Sgt. Win Cho | Asistencia: 500 espectadores Árbitro(s): Sgt. Win Cho |

| 4-3-2013 | Sri Lanka                     | 2–4     | Laos                                                                         | New Laos National Stadium, Vientián                         |                                                             |
|          | Ratnayake 74' · Gunaratne 81' | Reporte | Vongchiengkham 31' (pen.) · Sayyabounsou 47' · Sayyaboun 71' · Phimmasen 77' | Asistencia: 1000 espectadores Árbitro(s): Mukhtar Al Yarimi | Asistencia: 1000 espectadores Árbitro(s): Mukhtar Al Yarimi |

| 6-3-2013 | Sri Lanka                      | 3–0     | Mongolia | New Laos National Stadium, Vientián                                         |                                                                             |
|          | Gunaratne 55' · Migara 58' 88' | Reporte |          | Asistencia: 200 espectadores Árbitro(s): Muhammad Taqi Aljaafari Bin Jahari | Asistencia: 200 espectadores Árbitro(s): Muhammad Taqi Aljaafari Bin Jahari |

| 6-3-2013 | Laos           | 1–1     | Afganistán | New Laos National Stadium, Vientián                  |                                                      |
|          | Sayavutthi 30' | Reporte | Ahmadi 58' | Asistencia: 3000 espectadores Árbitro(s): Ali Shaban | Asistencia: 3000 espectadores Árbitro(s): Ali Shaban |

## Grupo D
| Pos. | Equipo                   | Pts. | PJ | G | E | P | GF | GC | Dif. | Clasificación |
| ---- | ------------------------ | ---- | -- | - | - | - | -- | -- | ---- | ------------- |
| 1    | Palestina                | 7    | 3  | 2 | 1 | 0 | 10 | 0  | +10  | Clasificado   |
| 2    | Bangladés                | 6    | 3  | 2 | 0 | 1 | 6  | 1  | +5   |               |
| 3    | Nepal (H)                | 4    | 3  | 1 | 1 | 1 | 6  | 2  | +4   |               |
| 4    | Islas Marianas del Norte | 0    | 3  | 0 | 0 | 3 | 0  | 19 | −19  |               |

 Fuente: RSSSF
| 2-3-2013 | Palestina | 1–0     | Bangladés | Dasarath Rangasala Stadium, Katmandú                                   |                                                                        |
|          | Dheeb 78' | Reporte |           | Asistencia: 4000 espectadores Árbitro(s): Mohd Amirul Izwan Bin Yaacob | Asistencia: 4000 espectadores Árbitro(s): Mohd Amirul Izwan Bin Yaacob |

| 2-3-2013 | Nepal                                                           | 6–0     | Islas Marianas del Norte | Dasarath Rangasala Stadium, Katmandú               |                                                    |
|          | Khawas 4' 41' 72' · Sahukhala 30' · Tamang 60' (pen.) · Rai 68' | Reporte |                          | Asistencia: 17 000 espectadores Árbitro(s): Fan Qi | Asistencia: 17 000 espectadores Árbitro(s): Fan Qi |

| 4-3-2013 | Islas Marianas del Norte | 0–9     | Palestina                                                                                 | Dasarath Rangasala Stadium, Kathmandu                                |                                                                      |
|          |                          | Reporte | Salem 7' 76' 82' · Abuhabib 21' (pen.) 27' · Atiya 23' 90+1' · Dheeb 68' · Abugharqud 83' | Asistencia: 2700 espectadores Árbitro(s): Mohanad Qasim Eesee Sarray | Asistencia: 2700 espectadores Árbitro(s): Mohanad Qasim Eesee Sarray |

| 4-3-2013 | Bangladés           | 2–0     | Nepal | Dasarath Rangasala Stadium, Katmandú                       |                                                            |
|          | Rony 28' (pen.) 57' | Reporte |       | Asistencia: 19 000 espectadores Árbitro(s): Fahad Al-Marri | Asistencia: 19 000 espectadores Árbitro(s): Fahad Al-Marri |

| 6-3-2013 | Bangladés                             | 4–0     | Islas Marianas del Norte | Dasarath Rangasala Stadium, Katmandú                                   |                                                                        |
|          | Toklis 2' 83' · Rony 37' · Linkon 90' | Reporte |                          | Asistencia: 2000 espectadores Árbitro(s): Mohd Amirul Izwan Bin Yaacob | Asistencia: 2000 espectadores Árbitro(s): Mohd Amirul Izwan Bin Yaacob |

| 6-3-2013 | Nepal | 0–0     | Palestina | Dasarath Rangasala Stadium, Katmandú               |                                                    |
|          |       | Reporte |           | Asistencia: 12 000 espectadores Árbitro(s): Fan Qi | Asistencia: 12 000 espectadores Árbitro(s): Fan Qi |

## Grupo E
| Pos. | Equipo        | Pts. | PJ | G | E | P | GF | GC | Dif. | Clasificación |
| ---- | ------------- | ---- | -- | - | - | - | -- | -- | ---- | ------------- |
| 1    | Filipinas (H) | 6    | 2  | 2 | 0 | 0 | 9  | 0  | +9   | Clasificado   |
| 2    | Turkmenistán  | 3    | 2  | 1 | 0 | 1 | 7  | 1  | +6   | Clasificado   |
| 3    | Camboya       | 0    | 2  | 0 | 0 | 2 | 0  | 15 | −15  |               |

 Fuente: RSSSF
- El 20 de marzo de 2013 Brunei abandonó el torneo por "circunstancias no viables".[1][2]

| 22-3-2013 | Turkmenistán                                                                                 | 7–0     | Camboya | Rizal Memorial Stadium, Manila                       |                                                      |
|           | Amanow 7' · Baýramow 23' 36' · Thavrak 41' (a.g.) · Şamyradow 74' · Abylow 81' · Batyrow 87' | Reporte |         | Asistencia: 200 espectadores Árbitro(s): Chris Beath | Asistencia: 200 espectadores Árbitro(s): Chris Beath |

| 24-3-2013 | Camboya | 0–8     | Filipinas                                                                     | Rizal Memorial Stadium, Manila                                |                                                               |
|           |         | Reporte | P. Younghusband 26' 31' 34' 88' · Patiño 45' 58' · Schröck 46' · De Murga 90' | Asistencia: 6500 espectadores Árbitro(s): Nivon Robesh Gamini | Asistencia: 6500 espectadores Árbitro(s): Nivon Robesh Gamini |

| 26-3-2013 | Filipinas           | 1–0     | Turkmenistán | Rizal Memorial Stadium, Manila                    |                                                   |
|           | P. Younghusband 67' | Reporte |              | Asistencia: 8000 espectadores Árbitro(s): Wang Di | Asistencia: 8000 espectadores Árbitro(s): Wang Di |

## Segundos Lugares
La no participación de la Selección de fútbol de Brunéi en el Grupo E significa que los resultados de los partidos en los otros cuatro grupos entre el segundo y el último equipo clasificado, fueron declaradas nulas y sin efecto basada en el artículo 16.1 y el anexo 2 del reglamento del torneo.
Los partidos afectados fueron los siguientes: 
| Fecha               | Lugar    |           |                      | Resultado |                                     |                          |
| ------------------- | -------- | --------- | -------------------- | --------- | ----------------------------------- | ------------------------ |
| 2 de marzo de 2013  | Rangún   | India     | Bandera de la India  | 2:1 (1:0) | Bandera de China Taipéi             | China Taipéi             |
| 19 de marzo de 2013 | Biskek   | Macao     | Bandera de Macao     | 0:3 (0:0) | Bandera de Tayikistán               | Tayikistán               |
| 2 de marzo de 2013  | Vientián | Laos      | Bandera de Laos      | 1:1 (1:1) | Bandera de Mongolia                 | Mongolia                 |
| 6 de marzo de 2013  | Katmandú | Bangladés | Bandera de Bangladés | 4:0 (2:0) | Bandera de Islas Marianas del Norte | Islas Marianas del Norte |

Con estos resultados Laos surgió como el mejor equipo, segundo clasificado con cuatro puntos. 
Turkmenistán, tuvo el segundo boleto a las Copa Desafío, por su mayor diferencia de goles que los separaba de India, Bangladés y Tayikistán también con tres puntos.
| Pos. | Grp. | Equipo       | Pts. | PJ | G | E | P | GF | GC | Dif. | Clasificación |
| ---- | ---- | ------------ | ---- | -- | - | - | - | -- | -- | ---- | ------------- |
| 1    | C    | Laos         | 4    | 2  | 1 | 1 | 0 | 5  | 3  | +2   | Clasificados  |
| 2    | E    | Turkmenistán | 3    | 2  | 1 | 0 | 1 | 7  | 1  | +6   | Clasificados  |
| 3    | A    | India        | 3    | 2  | 1 | 0 | 1 | 4  | 1  | +3   |               |
| 4    | D    | Bangladés    | 3    | 2  | 1 | 0 | 1 | 2  | 1  | +1   |               |
| 5    | B    | Tayikistán   | 3    | 2  | 1 | 0 | 1 | 1  | 1  | 0    |               |

 Fuente: RSSSF

## Clasificados
| Bandera de Afganistán | Bandera de Filipinas | Bandera de Kirguistán | Bandera de Laos |
| Afganistán            | Filipinas            | Kirguistán            | Laos            |

| Bandera de las Maldivas | Bandera de Birmania | Bandera de Palestina | Bandera de Turkmenistán |
| Maldivas                | Birmania            | Palestina            | Turkmenistán            |

## Goleadores
5 goles
- Phil Younghusband

3 goles
- Shakhawat Hossain Rony
- David Tetteh
- Bharat Khawas
- Khaled Salem

2 goles
- Balal Arezou
- Toklis Ahmed
- Jason Cunillfe
- Sunil Chhetri
- Jewel Raja
- Vilayout Sayyabounsou
- Soe Min Oo
- Abdelhamid Abuhabib
- Alaa Atiya
- Haytham Dheeb
- Javier Patiño
- Chathura Gunaratne
- Malik Migara
- Jamshed Ismailov
- Wladimir Baýramow

1 gol
- Sandjar Ahmadi
- Ashraf Mahmud Linkon
- Lee Meng-Chian
- Lee Tai-Lin
- Ian Mariano
- Clifford Miranda
- Robin Singh
- Sangvone Phimmasen
- Khampheng Sayavutthi
- Viengsavanh Sayyaboun
- Soukaphone Vongchiengkham
- Tsedenbal Tumenjargal
- Kyaw Zayar Win
- Kyi Lin
- Pai Soe
- Pyae Phyo Aung
- Soe Kyaw Kyaw
- Sandip Rai
- Santosh Sahukhala
- Raju Tamang
- Hassan Bashir
- Kalim Ullah
- Eyad Abugharqud
- Carli de Murga
- Stephan Schröck
- Charitha Ratnayake
- Jahongir Ergashev
- Khurshed Makhmudov
- Guwanç Abylow
- Arslanmyrat Amanow
- Gurbangeldi Batyrow
- Berdi Şamyradow

Autogol
- Om Thavrak (ante Turkmenistán)